# Квильч (гмина)
Квильч (пол. Kwilcz) — сельская гмина (волость) в Польше, входит как административная единица в Мендзыхудский повет, Великопольское воеводство. Население — 6153 человека (на 2009 год).

## Сельские округа
1. Аугустово
2. Хожево
3. Худобчице
4. Далешинек
5. Кубово
6. Курнатовице
7. Квильч
8. Любош
9. Мехнач
10. Милостово
11. Мосцеево
12. Немежево
13. Прусим
14. Розбитек
15. Упартово
16. Витухово

## Прочие поселения
1. Домбрувка
2. Юзефово
3. Каролевице
4. Козубувка
5. Лесник
6. Нова-Домброва
7. Новы-Млын
8. Ожешково
9. Пулько
10. Стара-Домброва
11. Стары-Млын
12. Урбанувко

## Соседние гмины
1. Хшипско-Вельке
2. Львувек
3. Мендзыхуд
4. Пневы
5. Серакув